# Robert Biddulph
Pour les articles homonymes, voir Biddulph (homonymie).
Robert Biddulph, né le 26 août 1835 à Londres et mort le 18 novembre 1918 dans la même ville, est un homme politique et militaire britannique qui fut gouverneur de Gibraltar d'août 1893 à mai 1900.

## Biographie
Eduqué à l'école de Twyford et à la Royal Military Academy de Woolwich, Biddulph est officier dans l'artillerie royale en 1853. Il sert dans la Guerre de Crimée et est présent au siège de Sébastopol en 1854. Il sert ensuite lors de la mutinerie indienne, et est commandant de brigade pendant le siège de Lucknow en 1857.
En 1871, il est nommé adjudant général adjoint au War Office, puis en 1879, il succède à Garnet Wolseley en tant que haut-commissaire et commandant en chef de Chypre. 
En 1886, il retourne à Londres pour devenir inspecteur général du recrutement et deux ans plus tard, il devient directeur général de l'éducation militaire. En 1893, il est brièvement quartier-maître général des Forces. Plus tard cette année, il devient gouverneur de Gibraltar, jusqu'en 1900. Il est colonel commandant de l'artillerie royale et mis à la retraite le 26 août 1902.
En 1904, il est nommé commissaire des achats de l'armée: à ce titre, il abolit l'achat de commissions.
La porte de Biddulph à Famagouste à Chypre porte son nom.

## Distinctions
- Ordre de Saint-Michel et Saint-Georges Chevalier Grand-croix (GCMC) en 1886.
- Ordre du Bain Chevalier Grand-croix (GCB) en 1899. Chevalier Commandeur (KCB) en 1896. Compagnon (CB) en 1877.